# Produkt (kemi)
 For alternative betydninger, se Produkt. (Se også artikler, som begynder med Produkt)
Et produkt er en substans, der dannes som et resultat af en biologisk eller kemisk reaktion. De substanser, som produkterne dannes ud fra, kaldes i kemi for reaktanter, mens de i biokemiske reaktioner kaldes substrater – her dannes produkter ofte ved hjælp af katalytiske proteiner kaldet enzymer. Produkter vil altid være en omarrangering af atomerne i substrater/reaktanter, og således vil en reaktion altid bibeholde antallet af atomer. Antallet af produkter behøver ikke at være det samme som antallet af substrater/reaktanter, men kan derimod både være færre eller flere.
| Kemi | Spire Denne artikel om kemi er en spire som bør udbygges. Du er velkommen til at hjælpe Wikipedia ved at udvide den. |